# Nikolaï Kauffmann
Pour les articles homonymes, voir Kauffmann.
Nikolaï Nikolaïevitch Kaufmann ou Kauffmann (en russe : Николай Николаевич Кауфман) né le (8, calendrier julien) 20 février 1834 à Moscou ou il est mort le (15, calendrier julien) 27 décembre 1870, est un botaniste russe réputé pour ses travaux sur la floristique et qui fut l'un des premiers géobotanistes de l'Empire russe.

## Biographie
Kaufmann appartient à une famille allemande russifiée. Après avoir terminé ses études secondaires au Troisième gymnasium de Moscou, il entre au département des sciences naturelles de la faculté de physique et de mathématiques de l'université impériale de Moscou et se consacre principalement à la botanique qui lui est notamment enseignée par le professeur Charles Roulier. Il termine ses études en 1856.
Au début, il enseigne les sciences naturelles au Deuxième gymnasium de Moscou et à partir de 1861 à l'université. Il dirige la chaire de morphologie végétale et de botanique systématique qui sera plus tard divisée en deux chaires distinctes. Il est nommé professeur de l'université en 1866. Il donne des cours de physiologie botanique à l'Académie d'agronomie Petrovskaïa de Moscou. Il publie des travaux à propos de la flore de la province de Moscou. Son livre «Московская флора» (La Flore de Moscou) n'a pas perdu de son actualité de nos jours. Il y décrit 941 espèces botaniques. Cette monographie est la première de la sorte à être publiée en langue russe (et latine), les précédentes étant publiées en Russie en allemand (et latin) ou en français (et latin). Il distingue également les aires géographiques en rapport avec la végétation qui y pousse et présente des données statistiques et topographiques de la région entourant Moscou. Kaufmann attire l'attention des botanistes sur le phénomène de la « flore du bassin de l'Oka » formée de végétation steppique dans la vallée de l'Oka qui apparaît comme une enclave séparée depuis longtemps des steppes plus lointaines situées au sud du bassin.
Kaufmann se dévoue également à l'amélioration et à l'enrichissement de l'herbier de l'université de Moscou et à la mise en ordre de ses collections. Il fait don de son propre herbier à cette même université qui est toujours conservé de nos jours. Il dirige la publication d'un exsiccat - resté inachevé - de la flore de la province de Moscou.
Il est enterré au cimetière de la Présentation (Moscou).
Parmi ses élèves, l'on peut distinguer Piotr Mayevski (1851-1892).

## Publications
- Московская флора, или Описание высших растений и ботанико-географический обзор Московской губернии: С приложением карты Московской [La Flore de Moscou, ou Description de la végétation supérieure et aperçu géobotanique du gouvernement de Moscou, avec carte], Moscou, imprimerie Glazounov, 1866, 708 pages. 2e édition revue et corrigée par Pior Maïevski (éd.), Moscou, imprimerie Elisabeth Gerbek, 1889, 762 pages.

## Hommages
- (Primulaceae) Kaufmannia Regel[4]